# Lipa (Negotino)
Lipa (en macédonien Липа) est un village du sud de la Macédoine du Nord, situé dans la municipalité de Negotino. Le village ne comptait aucun habitant en 2002. 